# Gustav von Loeper
Gustav von Loeper, född den 27 september 1822 i Wedderwill i Pommern, död den 13 december 1891 i Schöneberg, var en tysk litteraturhistoriker.
von Loeper, som dog efter en lång ämbetsmannabana, lämnade en rad för sin tid utmärkta undersökningar rörande Goethes liv och diktning samt utgav flera av hans arbeten med kommentar.